# Édouard Chas
Édouard Chas (1946) es un botánico, agrostólogo, agrónomo francés, y también un activista ambiental.
Trabaja en particular en la difícil taxonomía del género Festuca por el cual propone un cierto número de nuevas especies.

## Obra
- édouard Chas. 2006. Atlas des plantes rares ou protégées des Hautes-Alpes. Vol. 1 Colección "Conservatoires botaniques nationaux alpin et méditerranéen", ISSN 1963-109X Ed. Naturalia Publications, 311 pp. ISBN 2909717526, ISBN 9782909717524
- -----------------. 2004. Les balcons du gapençais: découverte des paysages et de la flore. Ed. 	Mairie de Gap, 204 pp. ISBN 2952095507, ISBN 9782952095501
- -----------------, dominique Mansion. 1994. Atlas de la flore des Haute-Alpes. Ed. Conservatoire botanique national alpin, 816 pp.
- michel Kerguélen, édouard Chas, françois Plonka. 1993. Nouvelle contribution aux Festuca (Poaceae) de France. Lejeunia 142: revue de botanique. Ed. Les Èditions de Lejeunia, 42 pp.
- édouard Chas. 1989. Cartographie des orchidées des Hautes-Alpes. Ed. Société française d'orchidophilie, 	47 pp.

## Eponimia
Especies
- (Poaceae) Festuca chasii Kerguélen & Plonka[3]
- (Ranunculaceae) Ranunculus chasii Dunkel[4]